# Petr Čáslava
Petr Čáslava (ur. 3 września 1979 w Pardubicach) – czeski hokeista, reprezentant Czech.

## Kariera
- HC Pardubice (1997-2000, 2001-2007)
  -  Berounští Medvědi (2001)
  -  HC Dukla Jihlava (2000-2001, 2001-2002)
  -  HC Hradec Králové (2002, 2003)
- Siewierstal Czerepowiec (2007-2008)
- HC Pardubice (2008-2009)
- Timrå IK (2009-2010)
- CSKA Moskwa (2010-2012)
- Siewierstal Czerepowiec (2012-2014)
- HC Pardubice (2014-2019)
- HC Dvur Kralove nad Labem (2019-2020)
- HC Hlinsko (2020-)

Wychowanek i wieloletni zawodnik klubu HC Pardubice. Od 2012 gracz rosyjskiego klubu Siewierstal Czerepowiec. Od połowy 2013 związany rocznym kontraktem. Od kwietnia 2014 ponownie zawodnik Pardubic. W lipcu 2019 przeszedł do HC Dvur Kralove nad Labem. Od 2020 w klubie HC Hlinsko.
Uczestniczył w turniejach mistrzostw świata w 2007, 2008, 2009, 2010, 2011, 2012, 2013, 2015.

## Sukcesy
Reprezentacyjne
- Złoty medal mistrzostw świata: 2010
- Brązowy medal mistrzostw świata: 2011, 2012

Klubowe
- Złoty medal mistrzostw Czech: 2005
- Srebrny medal mistrzostw Czech: 2003, 2007

Indywidualne
- Mistrzostwa Świata w Hokeju na Lodzie 2012/Elita:
  - Jeden z trzech najlepszych zawodników reprezentacji